# Protohelius venezolanus
Protohelius venezolanus is een tweevleugelige uit de familie steltmuggen (Limoniidae). De soort komt voor in het Neotropisch gebied.